# Stoczek Łukowski (gemeente)
De gemeente Stoczek Łukowski is een landgemeente in het Poolse woiwodschap Lublin, in powiat Łukowski.
De zetel van de gemeente is in Stoczek Łukowski.
Op 30 juni 2004 telde de gemeente 8682 inwoners.

## Oppervlakte gegevens
In 2002 bedroeg de totale oppervlakte van gemeente Stoczek Łukowski 173,46 km², waarvan:
- agrarisch gebied: 75%
- bossen: 19%

De gemeente beslaat 12,44% van de totale oppervlakte van de powiat.

## Demografie
Stand op 30 juni 2004:
| Omschrijving                   | Totaal | Totaal | Vrouwen | Vrouwen | Mannen | Mannen |
| ------------------------------ | ------ | ------ | ------- | ------- | ------ | ------ |
| eenheid                        | aantal | %      | aantal  | %       | aantal | %      |
| inwoners                       | 8682   | 100    | 4272    | 49,2    | 4410   | 50,8   |
| bevolkingsdichtheid (inw./km²) | 50,1   | 50,1   | 24,6    | 24,6    | 25,4   | 25,4   |

In 2002 bedroeg het gemiddelde inkomen per inwoner 1273,12 zł.

## Administratieve plaatsen (sołectwo)
Aleksandrówka, Błażejki-Ruda, Borki, Chrusty, Guzówka, Huta Łukacz, Jagodne, Jamielne, Jamielnik-Kolonia, Januszówka, Jedlanka, Kamionka, Kapice-Celej, Kienkówka, Kisielsk, Łosiniec, Mizary, Nowa Prawda, Nowe Kobiałki, Nowy Jamielnik, Rosy, Róża Podgórna, Stara Róża, Stare Kobiałki, Stary Jamielnik, Szyszki, Toczyska, Turzec, Wiśniówka, Wola Kisielska, Wólka Poznańska, Zabiele, Zgórznica.

## Overige plaatsen
Borek, Grądek, Jamielnik, Kadzidła, Kolonia, Kuropac, Mirek, Nowa Guzówka, Nowiny, Piaski, Pieńki, Pod Wolą, Podlasie, Podstawek, Pustki, Róża, Stara Prawda, Warkocz, Wesołówka, Wilcza Wola, Wiśniów, Wólka Różańska, Wyrąbki, Za Mostem, Zamoście, Zaskwiera, Zatyłek.

## Aangrenzende gemeenten
Borowie, Domanice, Łuków, Miastków Kościelny, Stanin, Stoczek Łukowski, Wodynie, Wola Mysłowska